# Acacia nesophila
Acacia nesophila é uma espécie de leguminosa do gênero Acacia, pertencente à família Fabaceae.